# Kateri, Malur
Kateri là một làng thuộc tehsil Malur, huyện Kolar, bang Karnataka, Ấn Độ.